# Paolo Bergamo
Paolo Bergamo (Collesalvetti, 21 april 1943) is een Italiaans voormalig voetbalscheidsrechter. Hij was in dienst van de FIGC en leidde voornamelijk wedstrijden in de Serie A.
Zijn eerste duel in de Serie A floot Bergamo op 12 oktober 1975. Op die dag speelden Cagliari en Ascoli met 0-0 gelijk. Op 13 september 1978 debuteerde Bergamo als scheidsrechter in de Europacup II. Op die dag speelden HNK Rijeka en Wrexham AFC tegen elkaar in de eerste ronde. Rijeka won het duel met 3-0. In 1981 leidde Bergamo zijn eerste interlandwedstrijd.

## Interlands
| Datum            | Plaats               | Wedstrijd                                    | Uitslag | Competitie           | Kreeg geel | Kreeg voor de tweede keer geel en dus rood | Weggestuurd |
| ---------------- | -------------------- | -------------------------------------------- | ------- | -------------------- | ---------- | ------------------------------------------ | ----------- |
| 3 juni 1981      | Solna, Zweden        | Zweden – Noord-Ierland                       | 1 – 0   | WK 1982 kwalificatie | 4          | 2                                          | 0           |
| 10 februari 1982 | Athene, Griekenland  | Griekenland – Duitse Democratische Republiek | 0 – 1   | Vriendschappelijk    | 0          | 0                                          | 0           |
| 25 mei 1982      | Londen, Engeland     | Engeland – Nederland                         | 2 – 0   | Vriendschappelijk    | 0          | 0                                          | 0           |
| 6 oktober 1982   | Brussel, België      | België – Zwitserland                         | 3 – 0   | EK 1984 kwalificatie | 3          | 0                                          | 0           |
| 16 februari 1983 | Sevilla, Spanje      | Spanje – Nederland                           | 1 – 0   | EK 1984 kwalificatie | 0          | 0                                          | 0           |
| 18 mei 1983      | Plovdiv, Bulgarije   | Bulgarije – Sovjet-Unie                      | 2 – 2   | OS 1984 kwalificatie | 1          | 0                                          | 0           |
| 16 november 1983 | Athene, Griekenland  | Griekenland – Denemarken                     | 0 – 2   | EK 1984 kwalificatie | 2          | 0                                          | 0           |
| 23 juni 1984     | Marseille, Frankrijk | Frankrijk – Portugal                         | 3 – 2   | EK 1984              | 4          | 0                                          | 0           |
| 2 juni 1985      | Dublin, Ierland      | Ierland – Zwitserland                        | 3 – 0   | WK 1986 kwalificatie | 0          | 0                                          | 0           |